# Montoliu de Lleida
Montoliu de Lleida är en kommun och ort i Spanien.   Den ligger i provinsen Província de Lleida och regionen Katalonien, i den östra delen av landet, 400 km öster om huvudstaden Madrid. Montoliu de Lleida ligger 168 meter över havet och antalet invånare är 511.
Terrängen runt Montoliu de Lleida är platt. Runt Montoliu de Lleida är det tätbefolkat, med 331 invånare per kvadratkilometer. Närmaste större samhälle är Lleida, 5,9 km norr om Montoliu de Lleida. Trakten runt Montoliu de Lleida består till största delen av jordbruksmark.